# Чиж, Станислав Александрович
Чиж Станислав Александрович (23 октября 1935, Кривой Рог, Днепропетровская область — 22 мая 2008, Севастополь) — советский и украинский скульптор. Заслуженный художник Украинской ССР (1978), Народный художник Украины (2003), почётный гражданин Севастополя (2007).

## Биография
Родился 23 октября 1935 года в Кривом Роге в шахтёрской семье. Отец, Александр Францевич, был горным инженером, мать работала по бухгалтерской части.
В 1952 году, после окончания криворожской средней школы № 29, поступил в Ленинградское высшее художественно-промышленное училище имени В. Мухиной. В 1954 году перевёлся в Одесское художественное училище имени К. Констанди, в котором учился до 1956 года, защитил диплом. В 1956 году, будучи студентом, участвовал в республиканском конкурсе на лучшее произведение посвящённое Николаю Островскому — получил вторую премию за созданный бюст писателя.
В 1956—1959 годах проходил срочную военную службу на Черноморском флоте в Севастополе. Во время службы принял участие в конкурсе на проект памятника морякам, погибшим в трюмах флагмана Черноморского флота линкора «Новороссийск», однако, в силу обстоятельств, работа была им закончена только более чем через тридцать лет. В 1958 году участвовал в конкурсе проектов памятника комсомольцам для Севастополя — стал победителем; в изготовлении рельефов для здания диорамы «Штурм Сапун-горы». По окончании службы жил и работал в Севастополе.
Принимал участие в выставках с 1959 года. С 1962 года — член Союза художников СССР, член правления Крымской организации Национального союза художников Украины.
Умер 22 мая 2008 года в Севастополе, похоронен на кладбище Коммунаров.

## Творчество
Архитектурный облик города-героя конца XX — начала XXI века нельзя представить без работ, созданных трудом Станислава Чижа. Улицы, площади и скверы украсили памятники, бюсты, обелиски и памятные доски созданные скульптором за полстолетия — было создано 168 художественных произведений, большая часть из которых посвящена Севастополю. Из них 25 скульптурных композиций и памятников, 33 произведения мемориальной скульптуры, более ста станковых произведений и памятных досок.
В 1970-е годы фасад панорамы «Оборона Севастополя 1854—1855 годов» был дополнен поясом из бюстов героев легендарного сражения, среди которых Станислав Александрович увековечил матросов Петра Кошку и Игната Шевченко, генерала Степана Хрулёва и штабс-капитана Александра Мельникова.

Известные монументальные работы С. А. Чижа
Памятник Мужеству, стойкости, верности Комсомольской, архитектор В. Фомин (1963), премия имени М. Бирюкова (1971)
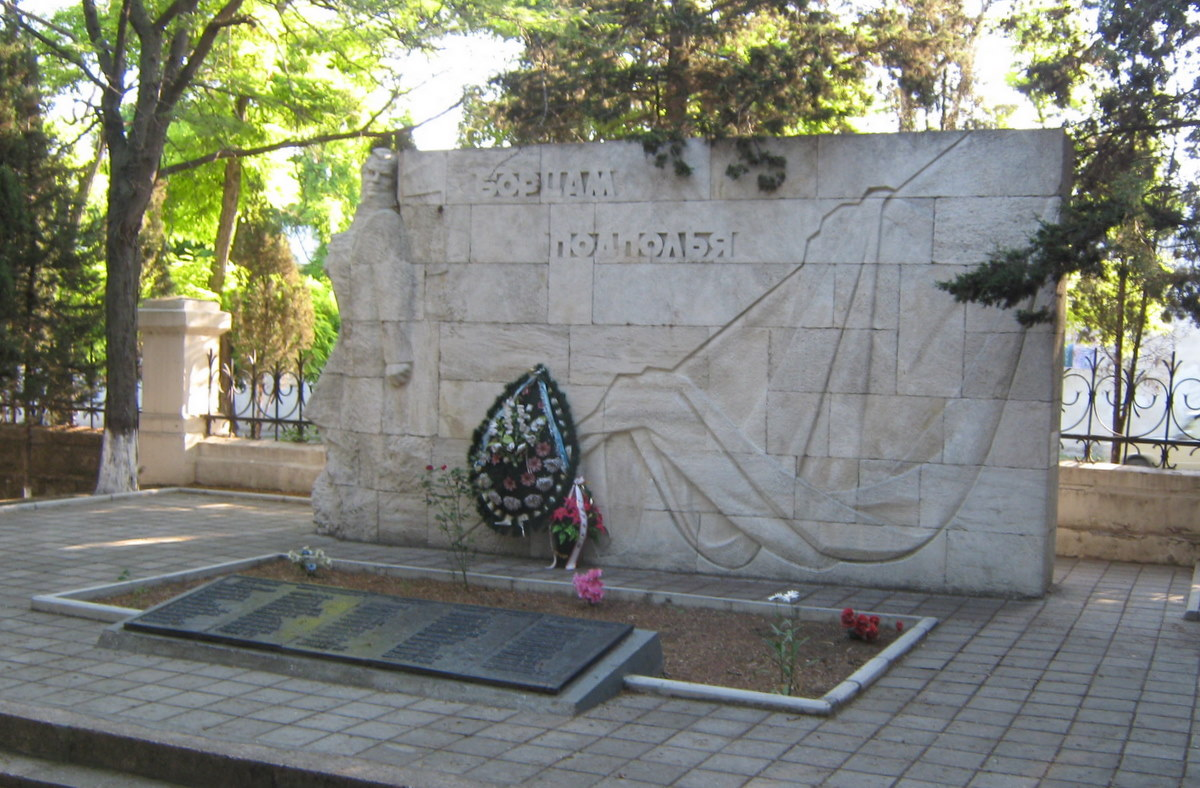
Памятник участникам Севастопольского подполья (1963)
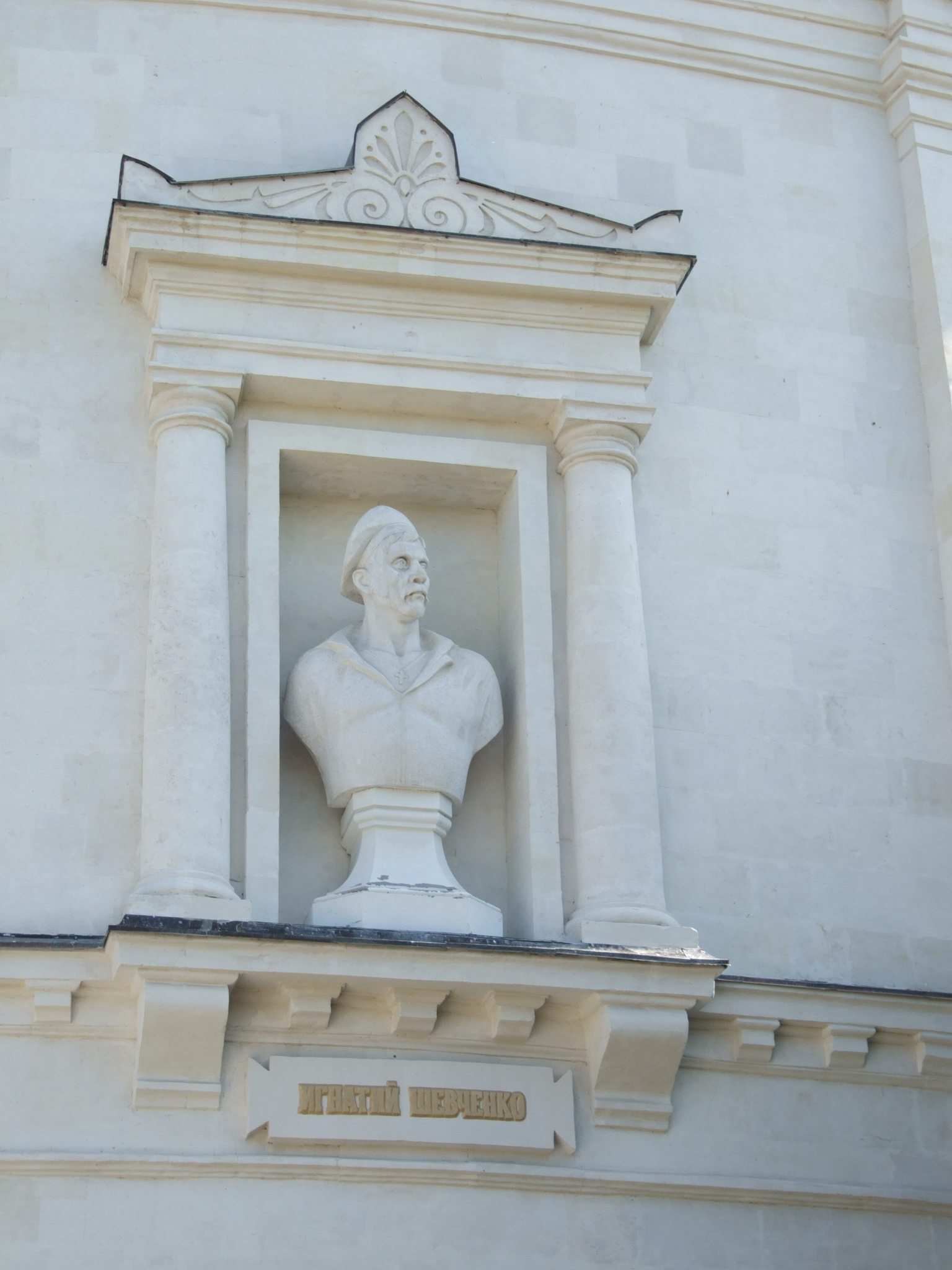
Бюсты на фасаде панорамы «Оборона Севастополя 1854—1855 годов»: Игнатий Шевченко
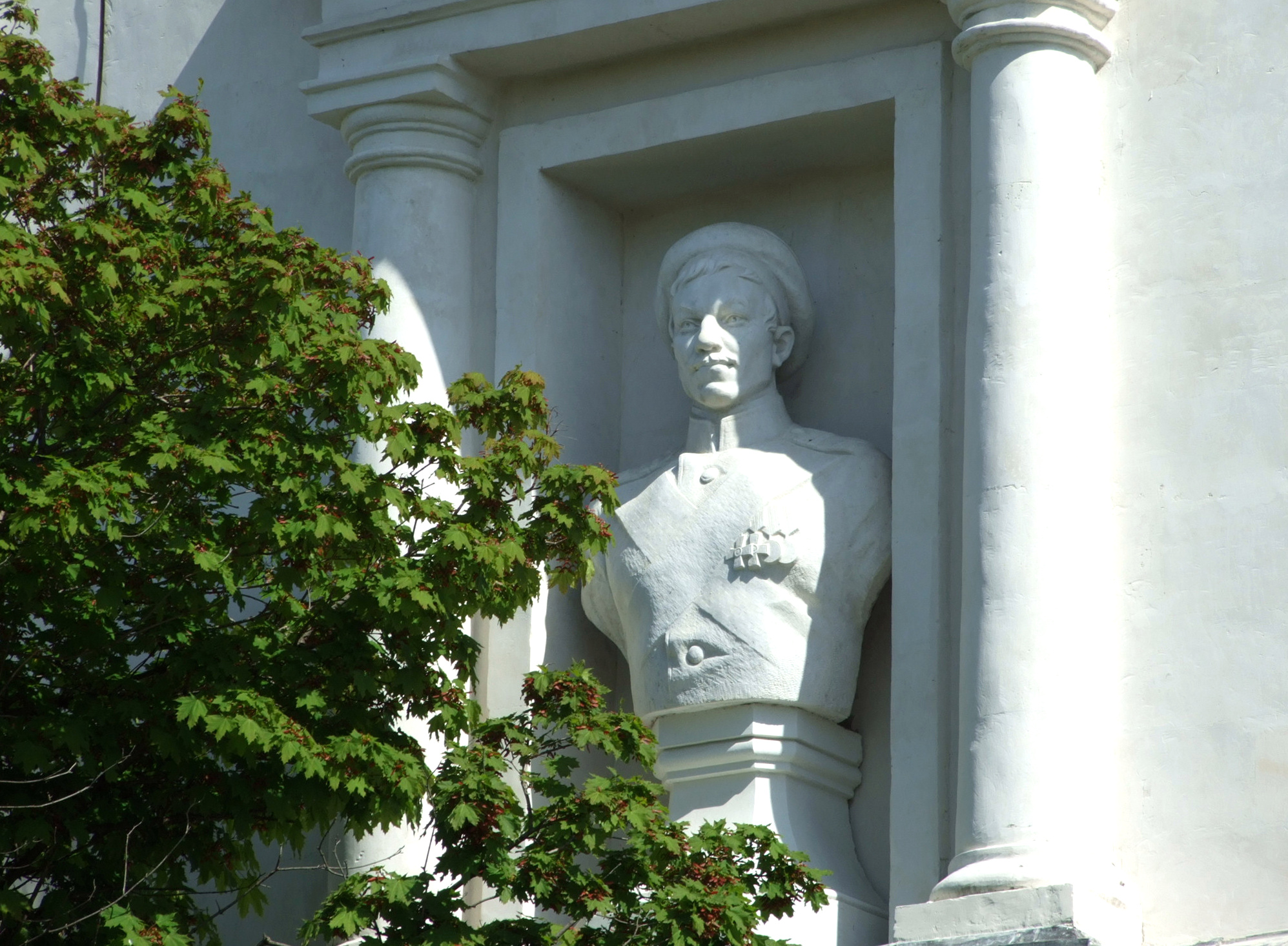
Пётр Кошка
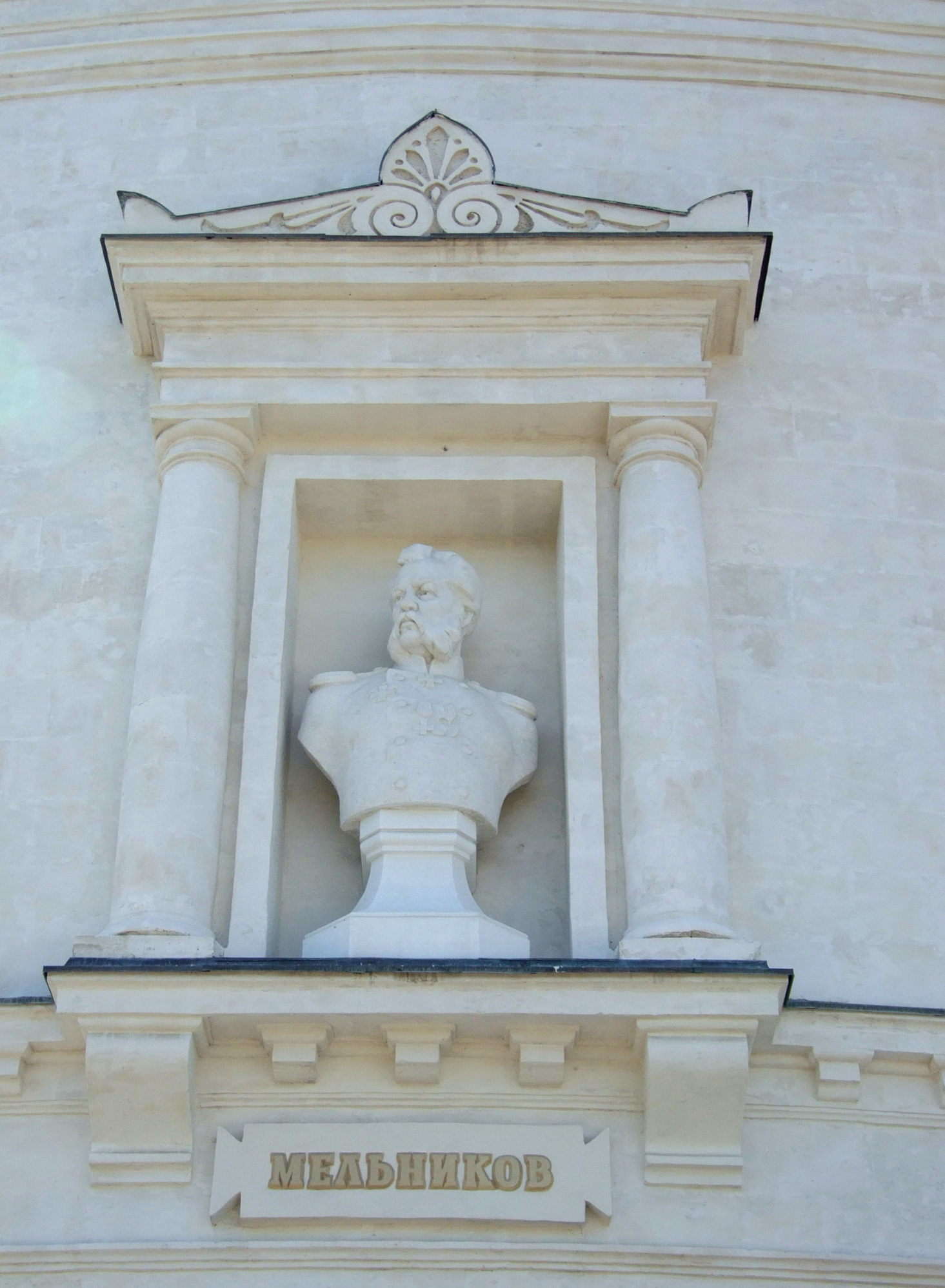
А. В. Мельников
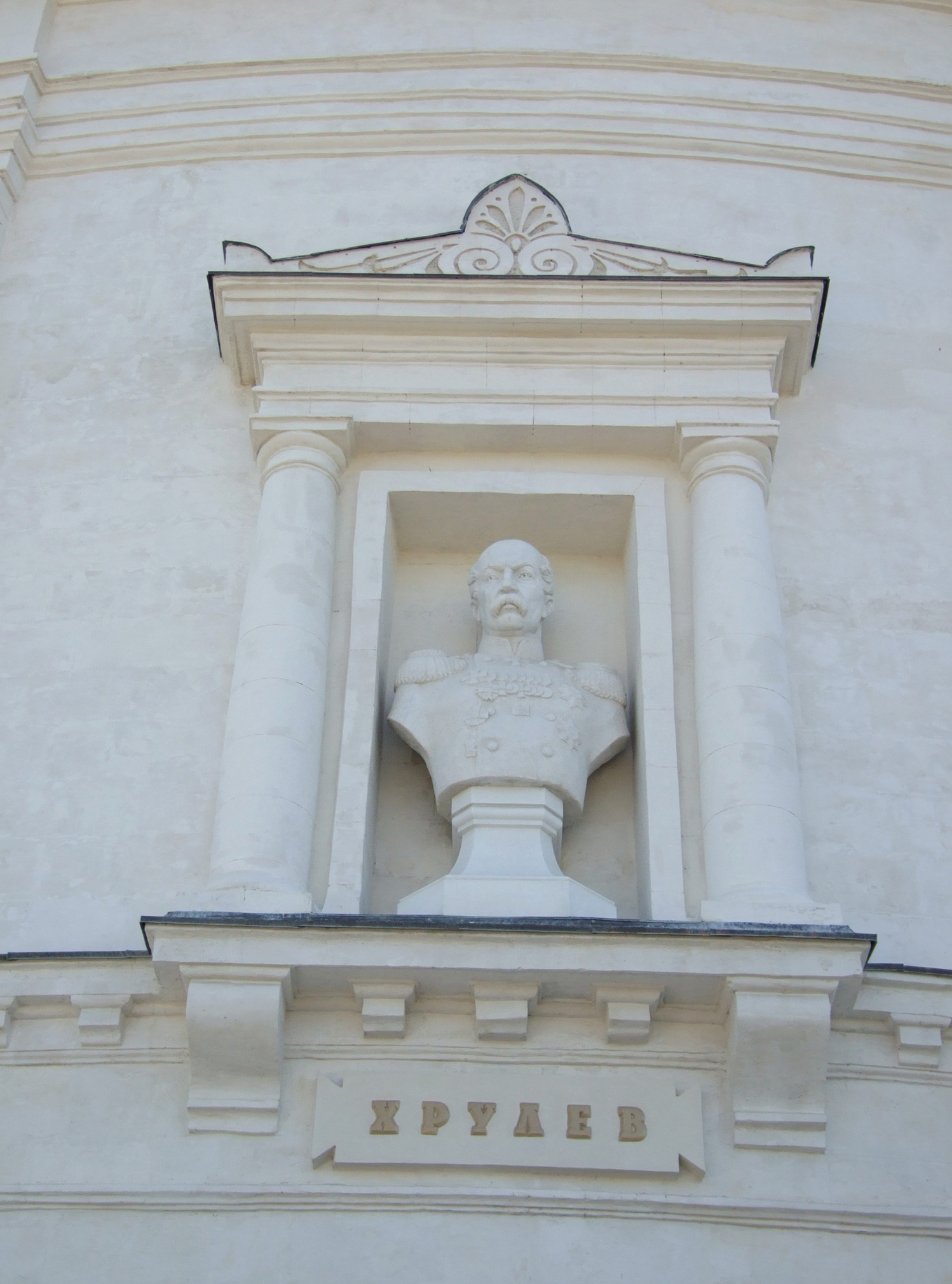
С. А. Хрулёв
Кладбище коммунаров памятник морякам линкора Новороссийск, архитектор В. Фомин, барельефы (1995) Чиж С. А.
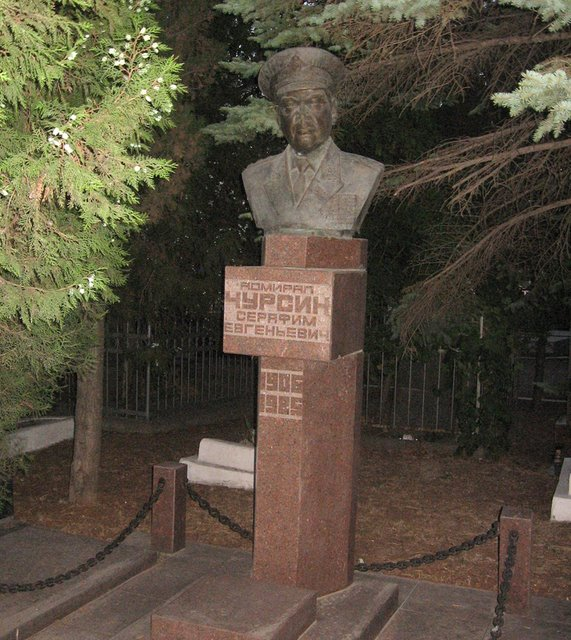
Бюст С. Е. Чурсина
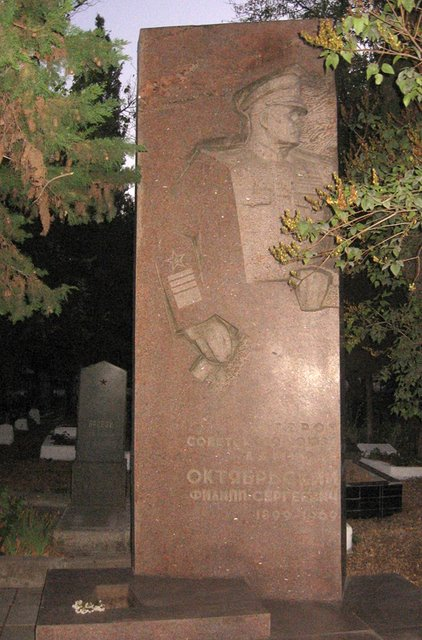
Бюст Ф. С. Октябрьского
Бюст Н. А. Музыки
Памятник Ф. Ф. Ушакову
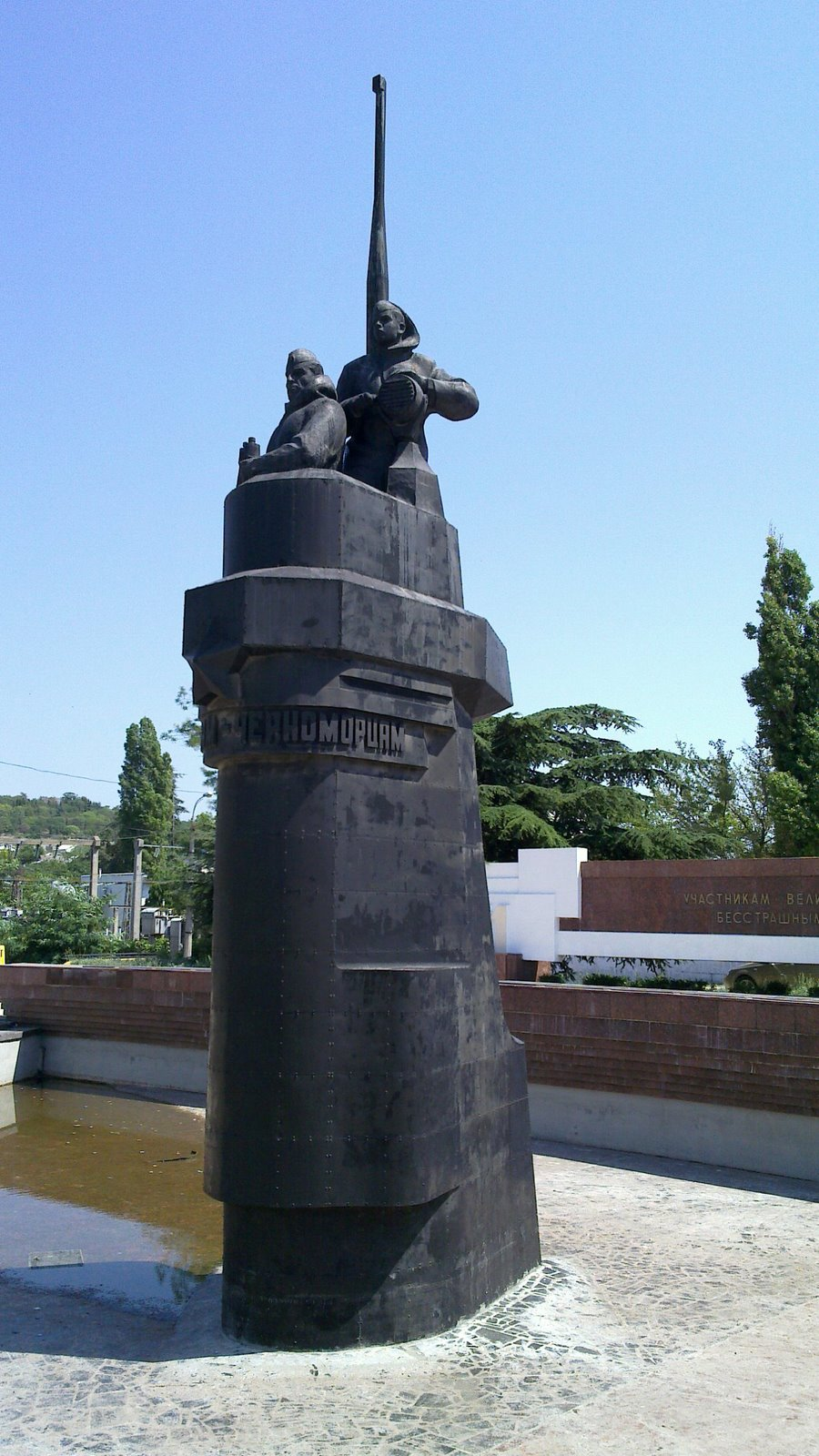
Памятник подводникам-черноморцам (1983)
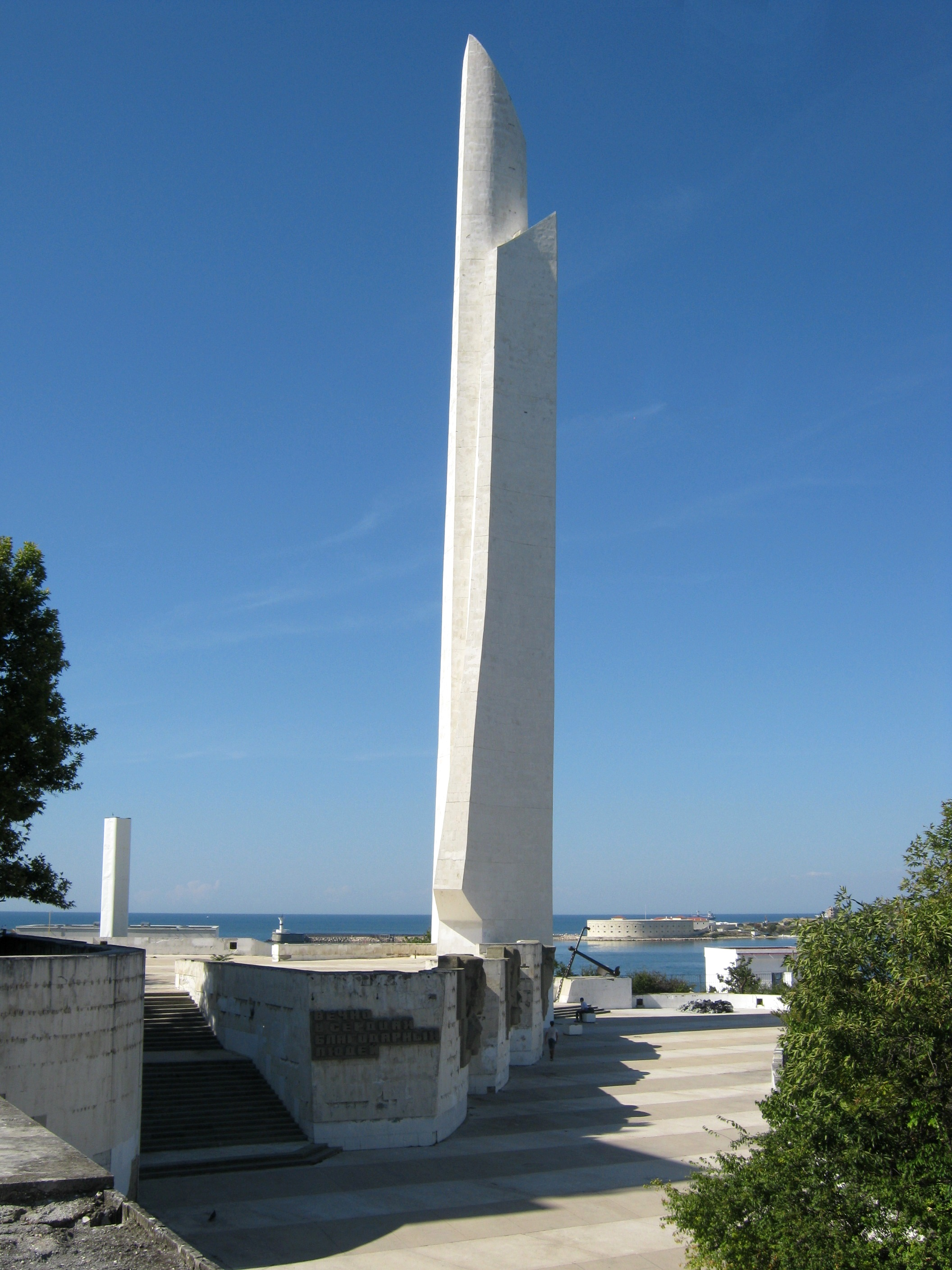
3 барельефа в основании обелиска «Городу-Герою Севастополю»
Памятник Екатерине Второй

Целый комплекс работ скульптора сложился на кладбище Коммунаров — памятники погибшим морякам учебного судна «Прут» и линкора «Новороссийск», борцам севастопольского подполья. Здесь же — памятники-бюсты командующим Черноморским флотом адмиралам Ф. С. Октябрьскому и С. Е. Чурсину, вице-адмиралу И. С. Рудневу, контр-адмиралу З. В. Еремееву, командиру 54-й батареи И. И. Заике, профессору В. А. Водяницкому, Герою Социалистического Труда Н. А. Музыке, ректору Севастопольского национального технического университета М. З. Лавриненко, писателю Г. А. Черкашину и мэру города Б. А. Кучеру. Также работы скульптора есть и на городском кладбище «Кальфа», в частности надгробный памятник Ивану Ступицкому — секретарю Севастопольского городского ЛКСМУ, первому секретарю Крымского обкома комсомола.
Памятник Мужеству, стойкости, верности Комсомольской, памятник подводникам-черноморцам, три барельефа: «Оборона», «Подполье», «Освобождение» к Обелиску «Городу-Герою Севастополю».
Установленный в 2008 году монумент Екатерине Великой (архитектор Г. С. Григорьянц), которому отданы годы творческих раздумий и напряжённого труда С. А. Чижа, по праву стал в один ряд с выдающимися Севастопольскими памятниками.
Не только в Севастополе есть работы известного скульптора, во Владивостоке — памятник Герою Советского Союза, адмиралу флота Николаю Кузнецову, в Новороссийске — памятник-бюст дважды Герою Советского Союза адмиралу флота Сергею Горшкову. На Новодевичьем кладбище Москвы воплотилась в гранит память о командующем русской эскадрой контр-адмирале Евгении Беренсе.
Работы за рубежом представлены в болгарской Варне — установлен памятник подводникам лодки Щ-211, в тунисском Бизерте — памятник контр-адмиралу Евгению Беренсу.
Работы авторства Станислава Чижа находятся в Музее героической обороны и освобождения Севастополя, севастопольском художественном музее имени М. П. Крошицкого, военно-историческом музее Черноморского флота, в музеях Переяслава-Хмельницкого, Кременчуга, Днепропетровска, Корсунь-Шевченковского, в Херсонском художественном музее, Киевском музее Советской армии.
Станислав Александрович работал в монументальной, станковой и мемориальной скульптуре с различными материалами — металлом, деревом, камнем, бетоном, шамотом и керамикой. Он провёл огромную работу по увековечиванию памяти известных севастопольцев созданием мемориальных досок.
Памятная доска генералу И. Е. Петрову
Памятная доска генералу Ф. С. Октябрьскому
Памятная доска адмиралу И. С. Юмашеву
Мемориальная доска контр-адмиралу А. И. Зубкову
Памятная доска маршалу Р. Я. Малиновскому
Памятная доска поэтессе А. А. Ахматовой
Памятная доска генералу И. Жилину
Мемориальная доска композитору Б. В. Боголепову
Памятная доска генералу Н. А. Острякову
Мемориальная доска поэту А. С. Красовскому
Мемориальная доска поэту Н. Г. Криванчикову
Памятная доска редактору В. Иванову
Памятная доска художника А. И. Куинджи
Памятная доска главе администрации Л. Г. Рябике
Памятная доска дважды Герою Советского Союза, адмиралу флота С. Г. Горшкова (г. Севастополь)
Мемориальная доска директору совхоза Качинский В. З. Кожаеву
Памятная доска полковнику С. А. Неустроеву— командиру батальона, первому водрузившему Знамя Победы над Рейхстагом
Памятная доска директору электроремонтного завода Б. А. Кучеру
Памятная доска архитектору А .Г. Венсану
Памятная доска дважды Герою Советского Союза, адмиралу флота С. Г. Горшкову (г. Новороссийск)
Памятная доска Герою Советского Союза А. И. Маринеско
Памятный знак в честь входа эскадры Ф. А. Клокачева в Ахтиарскую бухту 13 мая 1783 года.

Известные мемориальные доски работы С. А. Чижа
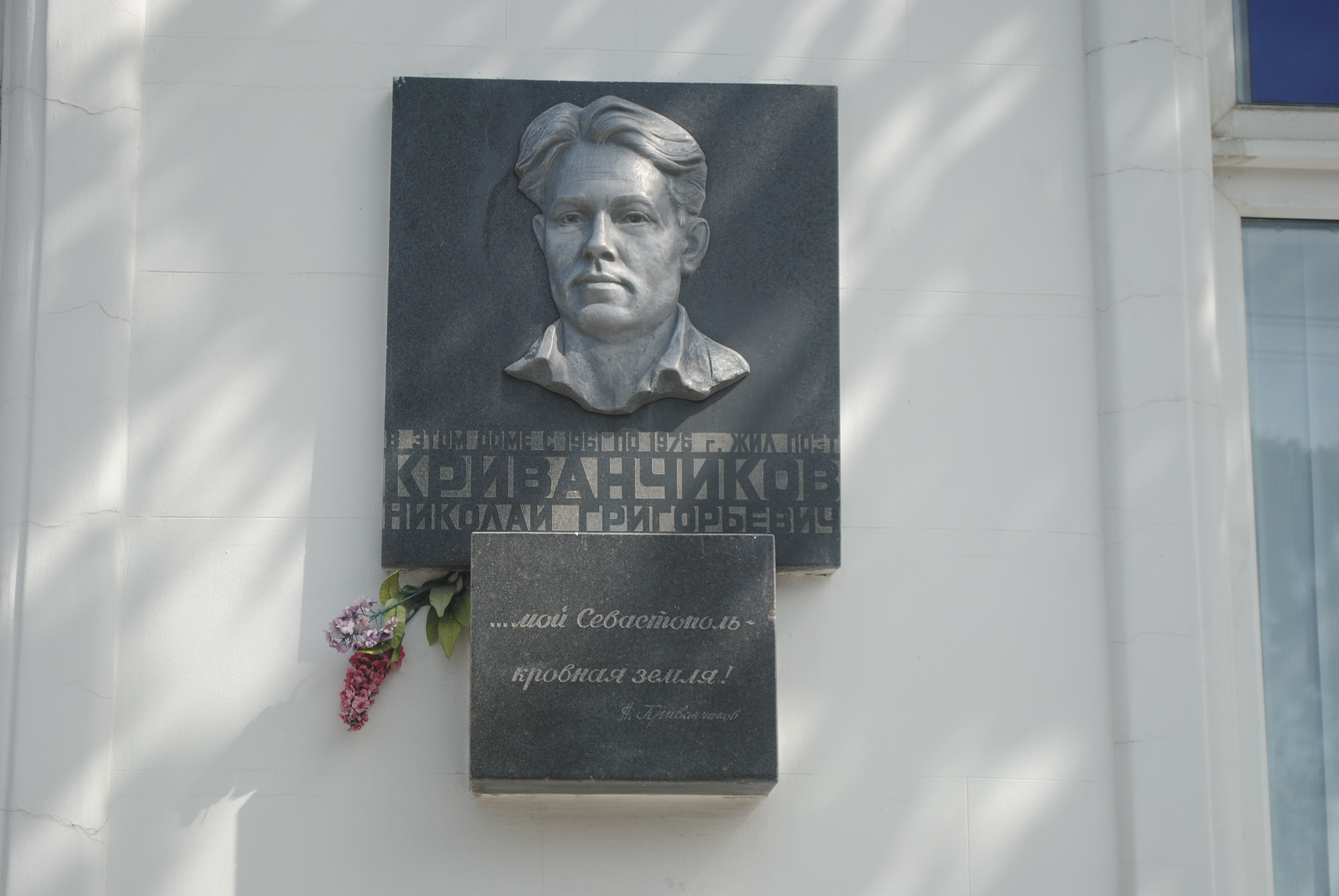
Мемориальная доска поэту Н. Г. Криванчикову, проспект Нахимова, 1
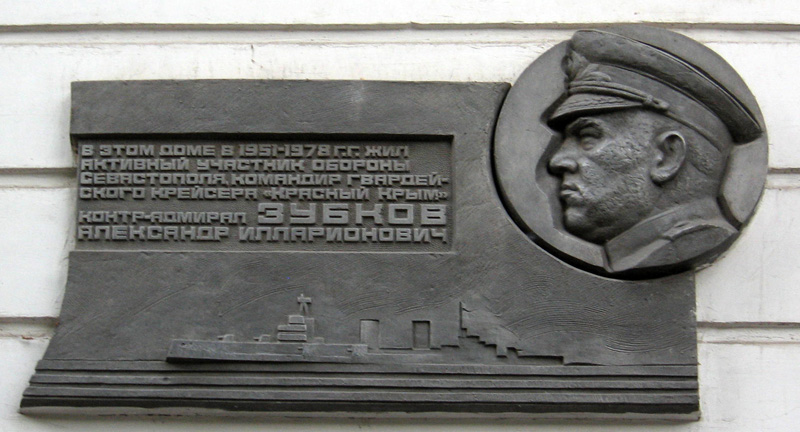
Мемориальная доска контр-адмиралу А. И. Зубкову улица Ленина, 5
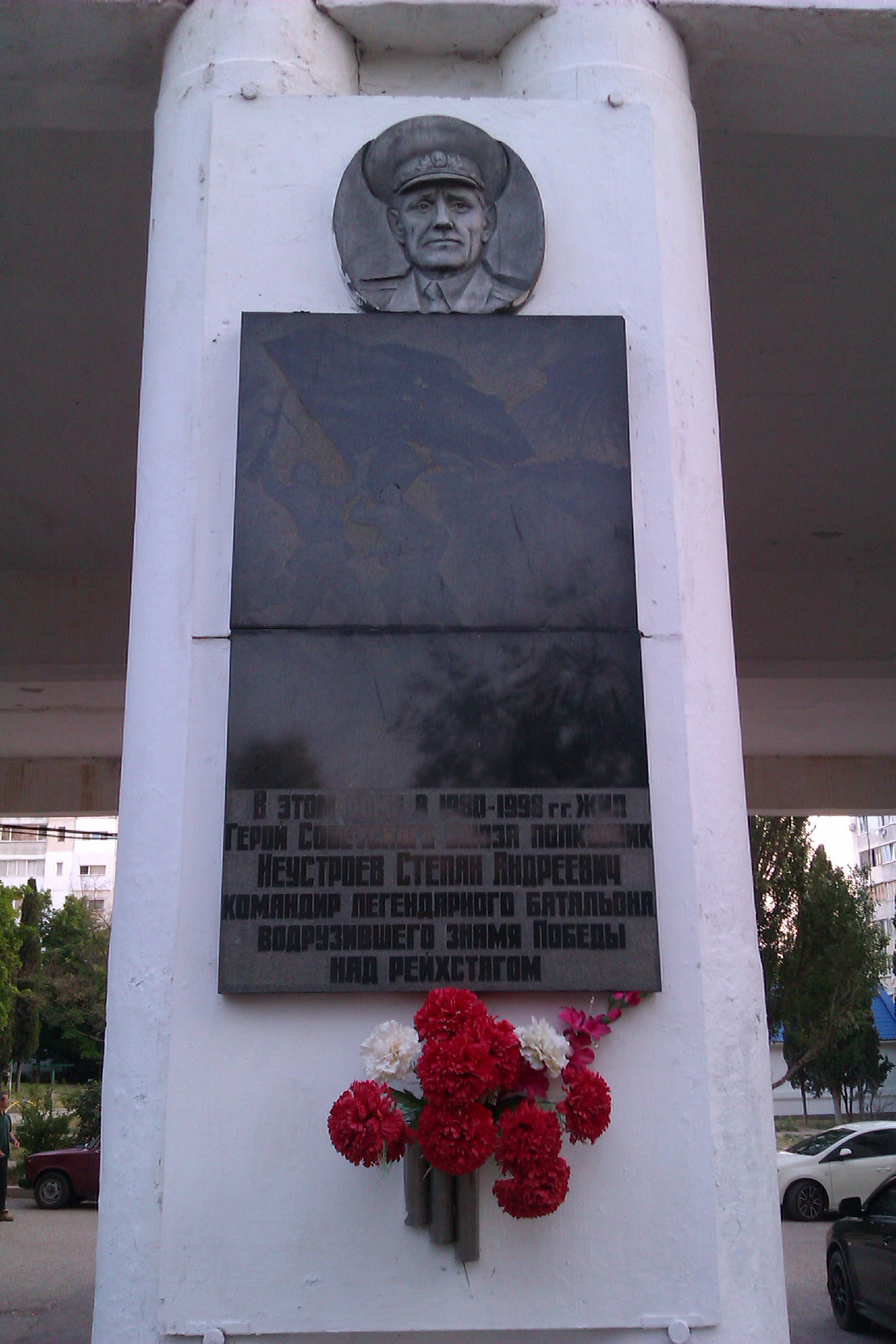
Памятная доска полковнику С. А. Неустроеву, проспект Октябрьской Революции 56-А

## Награды
- 1971 — премия имени М. Бирюкова комсомольской организации Крымской области;
- 1978 — Заслуженный художник Украинской ССР;
- 1999 — премия автономной республики Крым в области изобразительного искусства;
- 2003 — Народный художник Украины;
- 2007 — почётный гражданин Севастополя[3].

## Память

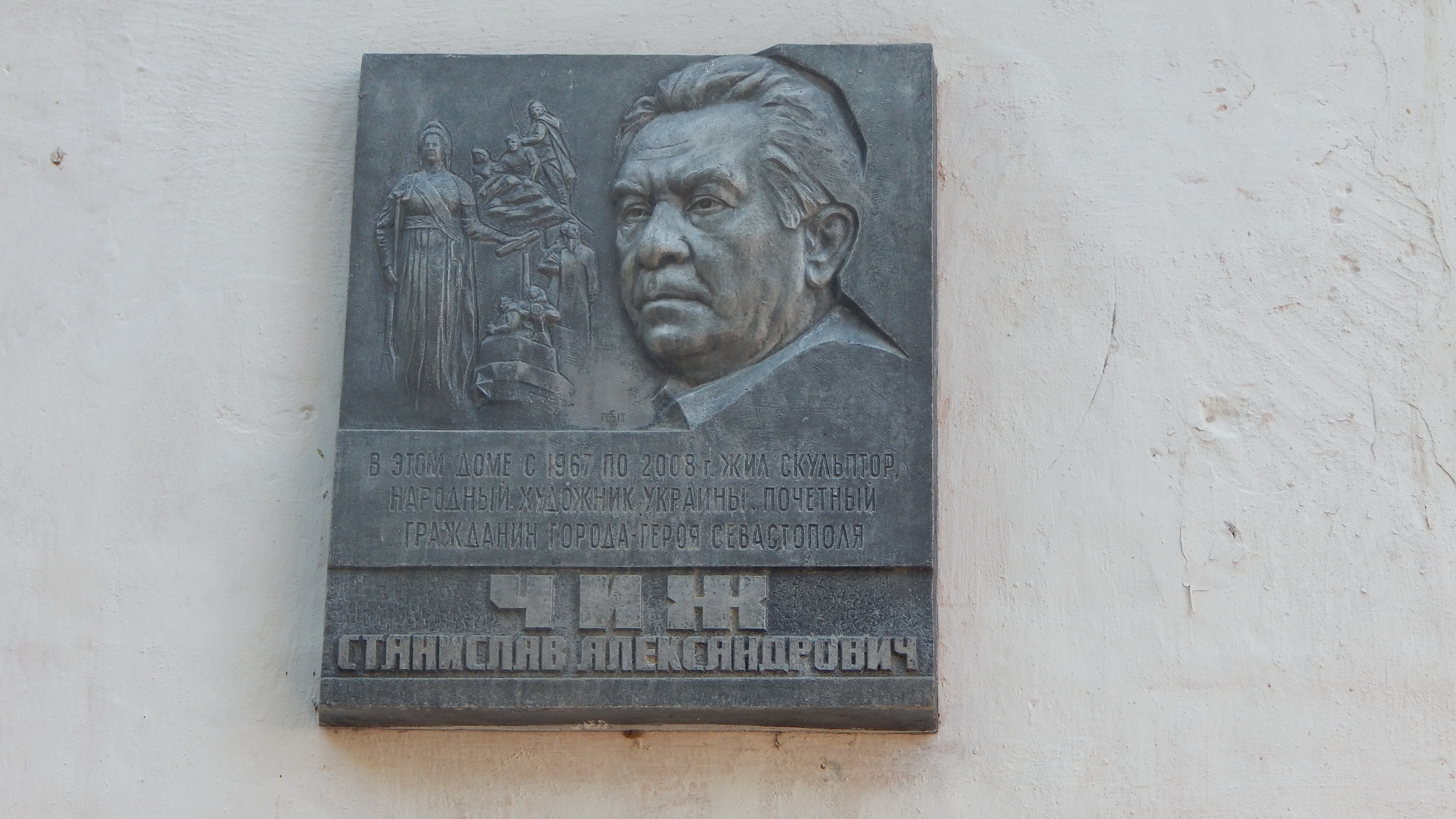
Памятная доска на доме, где жил С. Чиж

На доме № 22 по улице Дмитрия Ульянова, где в 1967—2008 годах жил скульптор, 23 октября 2009 года, ко дню рождения Станислава Чижа, установлена памятная доска авторства скульптора Александра Кудрина.

Могила Чижа на кладбище Коммунаров в Севастополе.

В 2015 году Почта России выпустила открытку с изображением Станислава Чижа.
Журналистка Елизавета Юрздицкая вспоминала: «в очередной приезд в Севастополь своего друга Григория Поженяна Чиж упросил его попозировать. Поэт сидел молча, погрузившись в свои думы, а потом прочитал только что сочиненные и посвященные ваятелю строки:
Когда идет переучет
Последних лет и зим
Неважно, кто пирог спечет
И кто посмотрит вслед.
И не признанья и почет
Утешат душу. Нет!
А что поставится в зачет,
Когда погасят свет…»
Эти слова стали для скульптора эпитафией.